# Кролевецька вулиця
Кролеве́цька ву́лиця — зникла вулиця, що існувала в Подільському районі міста Києва, місцевість Вітряні гори. Пролягала від вулиці Патона до Западинського провулку.

## Історія
Вулиця виникла в 1-й половині ХХ століття під назвою 726-а Нова. Назву Кролевецька вулиця набула 1953 року. 
Ліквідована у зв'язку зі зміною забудови наприкінці 1970-х — на початку 1980-х років.